# Smittia fusciventris
Smittia fusciventris är en tvåvingeart som först beskrevs av Jean-Jacques Kieffer 1921.  Smittia fusciventris ingår i släktet Smittia och familjen fjädermyggor.
Artens utbredningsområde är Lettland. Inga underarter finns listade i Catalogue of Life.